# Timo Hübers
Timo Bernd Hübers (ur. 20 lipca 1996 w Hildesheimie) – niemiecki piłkarz występujący na pozycji obrońcy w niemieckim klubie 1. FC Köln. Wychowanek Hannoveru 96.